# 지나가는 반응
지나가는 반응(transient response) 또는 과도적 반응(과도 응답)은 전기 공학 및 기계 공학에서 평형 또는 정상 상태의 변화에 대한 시스템의 응답이다. 과도응답은 반드시 갑작스러운 사건과 연관되는 것이 아니라 시스템의 평형에 영향을 미치는 모든 사건과 연관된다. 임펄스 응답(impulse response)과 계단 응답(step response)은 특정 입력(각각 임펄스와 계단)에 대한 과도 응답이다.
특히 전기 공학에서 과도 응답은 시간이 지남에 따라 소멸되는 회로의 임시 응답이다. 그 다음에는 외부 여기가 적용된 후 오랜 시간 동안 회로의 동작인 정상 상태 응답이 이어진다.

## 전자기학
스위칭 장치의 작동 결과로 내부적으로 전자기 펄스(EMP)가 발생한다. 엔지니어는 전압 조정기와 서지 보호기를 사용하여 전기의 과도 현상이 민감한 장비에 영향을 미치는 것을 방지한다. 외부원에는 번개, 정전기 방전 및 핵 전자파 펄스가 포함된다.
전자기 호환성 테스트 내에서 과도 현상은 전자 장비의 성능과 과도 간섭에 대한 복원력을 테스트하기 위해 의도적으로 전자 장비에 관리된다. 이러한 많은 테스트에서는 원래 소스를 재현하려고 시도하기보다는 감쇠된 사인파의 형태로 유도된 빠른 과도 진동을 직접 관리한다. 국제 표준은 이를 적용하는 데 사용되는 규모와 방법을 정의한다.
EFT(Electrical Fast Transient) 테스트에 대한 유럽 표준은 EN-61000-4-4이다. 미국 버전은 IEEE C37.90이다. 이 두 표준은 모두 유사하다. 선택된 표준은 의도된 시장을 기반으로 한다.

## 같이 보기
- 끌개
- 환경용량
- 제어이론
- 동역학계
- 평형점
- 극한 주기 궤도
- 경쟁 상태
- 시뮬레이션
- 상태 함수
- 체계 이론